# NRK1
NRK1 est une chaîne de télévision publique norvégienne appartenant au groupe Norsk rikskringkasting (NRK). Fondée en 1954, mais commençant ses émissions régulières en 1960, cette chaîne généraliste s'adresse à toutes les tranches d'âges et catégories socio-professionnelles. 
Sa programmation est composée de journaux télévisés, de magazines, de dessins animés, d'émissions culturelles, de débats, de séries, de divertissements et de variétés. NRK1 est diffusée sur le réseau hertzien et par satellite (bouquets Viasat et Canal Digital). Certaines de ses émissions peuvent être vues en télévision de rattrapage sur Internet.

## Histoire

### Création de NRK
L'histoire de la télévision norvégienne débute le 12 janvier 1954, avec la diffusion expérimentale d'une mire pendant une demi-heure. La télévision norvégienne passe officiellement en phase de tests le 3 février 1957, avec la retransmission en direct d'une compétition de patinage artistique. À cette époque, la chaîne peut déjà être reçue par près d'un million de personnes, correspondants aux habitants de Oslo et des comtés de Vestfold et d'Østfold. Au cours des mois qui suivent, des transmissions ponctuelles sont proposées, tandis que s'étend peu à peu le réseau d'émetteurs et de réémetteurs à travers le pays. La tâche est longue et singulièrement compliquée par le relief tourmenté du pays, les montagnes faisant obstacles aux ondes radioélectriques.
Des émissions régulières commencent à partir du 13 avril 1958, mais ne concernent encore qu'une partie du pays. Le 20 août 1960 marque la fin de la période de tests : à cette date, une grande partie de la population est techniquement en mesure de recevoir les émissions de télévision. La programmation est toutefois encore limitée, la chaîne n'émettant que quelques heures par jour, en première partie de soirée. Les informations et les variétés tiennent le haut du pavé, et sont complétées, au fil des mois, par de nouvelles émissions.
Le financement de la chaîne, basé sur une taxe sur les téléviseurs (selon une pratique courante dans les pays scandinaves), ne va pas sans poser de problèmes au début, les recettes se révélant insuffisantes pour entretenir le nombre croissant d'émetteurs et de réémetteurs mis en place sur le territoire national. Un certain équilibre finit cependant par être trouvé au bout de quelques années, ce nouveau média se démocratisant de plus en plus. La mise en place d'une nouvelle direction au milieu des années 1960 entraîne la production d'émissions différentes, à dominante culturelle.

### À partir des années 1980
Le monopole de la NRK reste bien ancré jusqu'en 1988, année de naissance des chaînes privées TV3 et TVNorge. En 1992, le paysage audiovisuel norvégien s'enrichit d'une nouvelle chaîne privée, TV 2. En 1996, la télévision publique décide de créer une nouvelle chaîne, NRK2.
Depuis le 12 février 2010, NRK1 est disponible en haute définition (HD).

### Identité visuelle (logo)

Logo de NRK de 1970 à 1996 (aujourd'hui utilisé pour le groupe Norsk rikskringkasting)
Logo de NRK1 de 1996 à 2000
Logo de NRK1 de 2000 à 2011
Logo de NRK1 depuis octobre 2011

## Programmes
Parmi les programmes phares de la chaîne figurent notamment le Dagsrevyen, un journal télévisé de 45 minutes diffusé quotidiennement à 19 heures.